# Principauté de Kiev
 (juin 2025).
Si vous disposez d'ouvrages ou d'articles de référence ou si vous connaissez des sites web de qualité traitant du thème abordé ici, merci de compléter l'article en donnant les références utiles à sa vérifiabilité et en les liant à la section « Notes et références ».
1132–1471
Entités précédentes :
- Rus' de Kiev

Entités suivantes :
- Voïvodie de Kiev
( Grand-duché de Lituanie)

La principauté de Kiev (en ukrainien : Київське князівство ; en russe : Киевское княжество) est une ancienne principauté slave né en 1132 au cours de la désagrégation de la Rus' de Kiev. La résidence des grands-princes et princes de la dynastie des Riourikides était à Kiev (Kyïv) sur la rive droite du Dniepr, aujourd'hui capitale de l'Ukraine. Rattachée au grand-duché de Lituanie sous le règne d'Olgierd en 1362, elle a existé jusqu'en 1471, lorsqu'elle est incorporée dans la voïvodie de Kiev. 

## Territoire
La principauté surgit sur le territoire des Poljanes et des Drevliens, tribus des Slaves orientaux, s'étendant entre les rivières du Dniepr, de la Sloutch, de la Ros et du Pripiat. Elle était délimitée au nord-ouest par la principauté de Tourov et Pinsk, à l'est par la principauté de Tchernigov et la principauté de Pereïaslavl, et au sud-ouest par la principauté de Galicie-Volhynie. Au sud, elle longeait aux « champs sauvages », les steppes pontiques au nord de la mer Noire peuplés des Petchénègues et des Coumans.

## Histoire
Au Xe siècle déjà, les environs de Kiev constituent le cœur de la Rus' de Kiev. Sous le règne du grand-prince Vladimir le Grand, l'administration des différentes régions de sa vaste principauté est laissée à ses nombreux fils ; une partition de fait qui a affaibli les structures de la domination, bien que Kiev restera encore assez longtemps le centre du pouvoir, siége des grands-princes et des métropolites de Kiev.

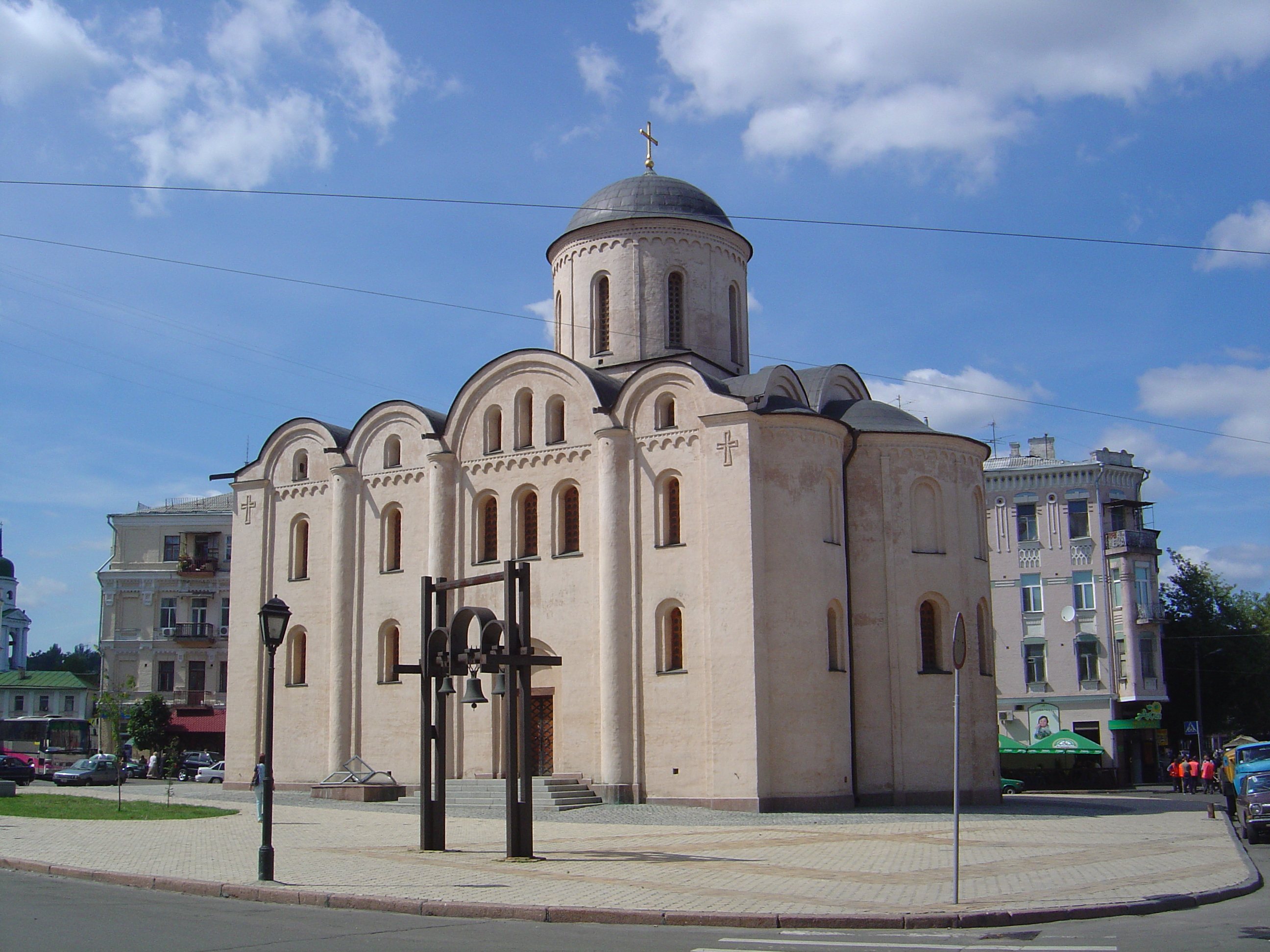
Église de Pyrohochtcha à Kiev.

L'effondrement de la Rus' s'est considérablement accéléré après la mort du grand-prince Mstislav Ier en 1132, lorsque le pays de Kiev a été transformé en une principauté séparée. Les grands-princes restent toutefois en tête des toutes les branches de la dynastie des Riourikides. Ce séniorat devient la pomme de discorde qui divise notamment les descendants de Mstislav, princes de Smolensk, ainsi que les souverains de Tchernigov et  de Vladimir-Souzdal, qui luttent pour le contrôle de Kiev avec des soutiens divers de la part des boyards.
Le déclin de la principauté s'est poursuivi au XIIe siècle et d'autres centres politiques naquirent, par exemple, à Vychhorod ou à Kaniv. De plus, les princes de Vladimir, comme les princes de Galicie à l'ouest, ont occupé le territoire de Kiev à plusieurs reprises. En 1169, les troupes du prince André Iourievitch, souverain de Vladimir-Souzdal, s'emparèrent de la ville mettant fin de fait à la suprématie de la Rus' de Kiev où le titre de grand-prince ne sera ensuite disputé qu'entre de nombreux prétendants sans pouvoir réel. Accompagnés par des raids des Coumans, les combats continuent, ce qui a pour conséquence que des tranches larges de la population quittent le pays.
L'invasion mongole a mis un territoire dévasté sous la suprématie formelle d'Alexandre Nevski, prince de Novgorod, qui avait reçu l'investiture du khan Batu de la Horde d'or en 1249. En 1299, le métropolite Maxime de Kiev transféra son siège à Vladimir. Après la bataille de la rivière Irpine, en 1321, les principautés et villes ruthènes ont été la cible d'attaques des forces de Ghédimin, grand-duc de Lituanie. Avec sa victoire dans la bataille des Eaux-Bleues en 1362, le grand-duc Olgierd a finalement conquis la principauté de Kiev qui faisait désormais partie intégrante de la Lituanie.